# Augusto Paolo Lojudice
Augusto Paolo Lojudice (Roma, Italia, 1 de julio de 1964) es un cardenal y teólogo católico  italiano.

## Biografía
Cuando era joven decidió estudiar en el Pontificio Seminario Mayor Romano, donde realizó su formación eclesiástica, cursó Filosofía y se licenció en Teología. El 6 de mayo de 1989 fue ordenado sacerdote para la diócesis de Roma, por el entonces cardenal vicario Ugo Poletti.
Inició su ministerio sacerdotal como vicario parroquial durante tres años, en la Iglesia Santa Maria del Buon Consiglio. Luego de manera sucesiva pasó a ser, desde 1992 a 1997 también vicario parroquial en la Iglesia San Vigilio, posteriormente durante ocho años ha sido pastor de Santa María Madre del Redentor, desde 2005 hasta 2014 fue Padre Espiritual del Pontificio Seminario Mayor Romano, en el cual estudió y después fue asignado para dirigir la Iglesia San Luca Evangelista al Prenestino.
Un año más tarde, a partir del día 6 de marzo de 2015, ascendió al episcopado cuando Su Santidad el Papa Francisco le nombró como nuevo Obispo Auxiliar de Roma, encargándose principalmente del sector sur de la ciudad y como Obispo Titular de la antigua Sede de Alba Maritima.
Al ser nombrado obispo, además de elegir escudo, se ha puesto como lema: "Mihi Fecistis" - (en latín).
Recibió la consagración episcopal el día 23 de mayo del mismo año, en la Archibasílica de San Juan de Letrán, a manos del entonces cardenal vicario Agostino Vallini actuando como consagrante principal. Y como co-consagrantes tuvo al obispo de Civita Castellana Romano Rossi y a uno de los auxiliares eméritos de Roma, Paolo Schiavon.
El 6 de mayo de 2019 fue nombrado arzobispo de Siena-Colle di Val d'Elsa-Montalcino, tomando posesión de la sede el 16 de junio en la Catedral de Siena.
Fue creado cardenal por el papa Francisco en el consistorio celebrado el 28 de noviembre de 2020, asignándole el título de Santa María del Buen Consejo.
El 29 de noviembre de 2020 fue nombrado miembro de la Congregación para los Obispos.
El 21 de julio de 2022 fue nombrado obispo de Montepulciano-Chiusi-Pienza uniéndo dicha diócesis y la archidiócesis de Siena-Colle di Val d'Elsa-Montalcino in persona Episcopi.
El 2 de junio de 2023 fue nombrado juez del Tribunal de Casación del Estado de la Ciudad del Vaticano, con efectos a partir del 1 de enero de 2024.
En la Conferencia Episcopal Italiana es miembro de la Comisión para las migraciones y en la Conferencia Episcopal Toscana es delegado para las migraciones y la cooperación misionera entre las iglesias.